# Gabriela Boučková
Gabriela Boučková (* 1992) rozená Bendová je česká modelka a finalistka České Miss 2014.

## Osobní život
Pochází z Olomouce.
V letech 2007-2011 studovala na Obchodní akademie v Olomouci obor Ekonomické lyceum. Ovládá anglický jazyk.  Nyní[kdy?] studuje na Moravské vysoké škole v Olomouci obor Podniková ekonomika a management.
V roce 2019 se provdala za Libora Boučka.

## Soutěže Miss
- Miss Jihlava Open 2008 – finalistka
- Miss Olomouckého kraje 2008 – finalistka
- Miss Golf 2009 – finalistka[4]
- Miss Reneta 2009 – finalistka[3]
- Miss Princess of the World Czech 2010 – Miss Sympatie[6]
- Česká Miss 2014 – finalistka